# Plans de la Unilla
Plans de la Unilla este o arie protejată (arie specială de conservare — SAC, sit de importanță comunitară — SCI, arie de protecție specială avifaunistică — SPA) din Spania întinsă pe o suprafață de 977,09 ha, integral pe uscat.

## Localizare
Centrul sitului Plans de la Unilla este situat la coordonatele 41°45′59″N 0°33′05″E / 41.7665°N 0.5514°E.

## Înființare
Situl Plans de la Unilla a fost declarat sit de importanță comunitară în septembrie 2006 pentru a proteja 40 de specii de animale. Alte tipuri de protecție:
- arie de protecție specială avifaunistică (în septembrie 2006)[2]
- arie specială de conservare (în decembrie 2013)[1][3][4]

## Biodiversitate
Situată în ecoregiunea mediteraneană, aria protejată conține 4 habitate naturale: Tufărișuri halo-nitrofile (Pegano-Salsoletea), Galerii și tufărișuri riverane sudice (Nerio-Tamaricetea și Securinegion tinctoriae), Stepe sărăturate mediteraneene (Limonietalia), Salicornia și alte specii anuale care populează regiunile mlăștinoase și nisipoase.
La baza desemnării sitului se află mai multe specii protejate:
- păsări (37): lăcar mare (Acrocephalus arundinaceus), rață mare (Anas platyrhynchos), fâsă-de-câmp (Anthus campestris), pasărea ogorului (Burhinus oedicnemus), șorecarul comun (Buteo buteo), ciocârlie-cu-degete-scurte (Calandrella brachydactyla), Caprimulgus ruficollis,  prundaș gulerat mic (Charadrius dubius), barză albă (Ciconia ciconia), șerpar (Circaetus gallicus), erete cenușiu (Circus pygargus), porumbel gulerat (Columba palumbus), dumbrăveancă (Coracias garrulus), prepeliță (Coturnix coturnix), șoim de iarnă (Falco columbarius), Falco naumanni, vânturel roșu (Falco tinnunculus), cinteză (Fringilla coelebs), ciocârlan (Galerida cristata), Galerida theklae, găinușă de baltă (Gallinula chloropus), acvilă pitică (Hieraaetus pennatus), piciorong (Himantopus himantopus), capîntortură (Jynx torquilla), Lanius meridionalis, ciocârlie de bărăgan (Melanocorypha calandra), prigoare (Merops apiaster), gaia neagră (Milvus migrans), gaia roșie (Milvus milvus), ciuf-pitic (Otus scops), Phalacrocorax carbo sinensis, ploier auriu (Pluvialis apricaria), turturică (Streptopelia turtur), silvie roșcată (Sylvia cantillans), spârcaci (Tetrax tetrax), pupăză (Upupa epops), nagâț (Vanellus vanellus)
- mamifere (3): vidră de râu (Lutra lutra), liliac cu aripi lungi (Miniopterus schreibersii), liliacul mare cu potcoavă (Rhinolophus ferrumequinum)

Pe lângă speciile protejate, pe teritoriul sitului au mai fost identificate 3 specii de amfibieni.